# London, Midland and Scottish Railway
London Midland and Scottish Railway (acronimo LMS) è stata una grande compagnia ferroviaria privata britannica che operava in tutto il territorio del Regno Unito: Inghilterra, Irlanda, Scozia e Galles. Fu incorporata nelle British Railways nel 1948.

## Storia
La LMS nacque il 1º gennaio 1923, in seguito al Railways Act del 1921, che operò la fusione di oltre 120  società ferroviarie distinte in quattro grandi società. La società estese i suoi interessi in differenti branche divenendo una delle più grandi del trasporto ferroviario mondiale e di quello commerciale dell'Impero britannico. Il totale della rete LMS nel 1923 ammontava a 12.537 km.  I primi anni della nuova società furono segnati da controversie tra le due grandi società originali, la Midland Railway e la London and North Western Railway, che erano state acerrime rivali prima della fusione. I rappresentanti di entrambe le compagnie erano convinti che i loro precedenti metodi aziendali fossero più adatti alla LMS.
Nel corso del tempo, la politica aziendale dell'ex Midland Railway prevalse. Ad esempio, il materiale rotabile è stato mantenuto nel tradizionale rosso carminio della MR. Anche la LMS, come la Midland Railway prima di essa, si basava sull'impiego di locomotive a vapore più piccole, con consumi di carburante inferiori, che potevano operare in trazione multipla quando necessario. Solo quando William Stanier fu nominato ingegnere capo nel 1933 le tensioni si allentarono. Invece di basarsi sui concetti delle aziende originarie, introdusse nuove idee nella costruzione delle locomotive.
Al momento della sua fondazione, la lunghezza della rete di collegamenti dell'LMS era di 12.537 km. Le tratte principali erano la West Coast Main Line e la Midland Main Line, che collegavano Londra con le Midlands, il nord-ovest dell'Inghilterra e la Scozia. A Londra, la LMS serviva le stazioni principali di Euston e St. Pancras. Nel 1922 la società rilevò il Midland Grand Hotel presso la stazione di St Pancras, che chiuse nel 1935. 
La LMS era in concorrenza con la LNER con i suoi treni espressi tra Londra e la Scozia. A metà degli anni '30, entrambe le compagnie introdussero locomotive a vapore aerodinamiche per ridurre i tempi di percorrenza. Uno dei treni più famosi della LMS su questa tratta era il 'Coronation Scot', che faceva concorrenza al 'Flying Scotsman' della LNER.
Nel 1938 la LMS operava su 6870 km di ferrovie in Inghilterra e di altre dell'Irlanda del Nord. Ciononostante, in seguito al costante deficit di esercizio, la LMS fu nazionalizzata il 1º gennaio 1948 insieme alle altre Big Four, GWR, LNER e SR, divenendo parte della compagnia di stato British Railways.

## Le linee della LMS
La rete della compagnia venne costituita con l'incorporazione delle seguenti ferrovie inglesi:
- Caledonian Railway, 1793 km
- Furness Railway, 254 km
- Glasgow and South Western Railway, 802 km
- Highland Railway, 814 km
- London and North Western Railway, (include la Lancashire and Yorkshire Railway, incorporata il 1º gennaio 1922), 4292,9 km
- Midland Railway, 3493 km
- North Staffordshire Railway, 355 km

In Irlanda vennero incorporate:
- Dundalk, Newry and Greenore Railway, 42 km
- Northern Counties Committee, 426 km
- Joint Midland and Great Northern of Ireland Railway, 146 km

Il totale della rete LMS nel 1923 ammontava a 12.537 km.